# MLS Cup 2010

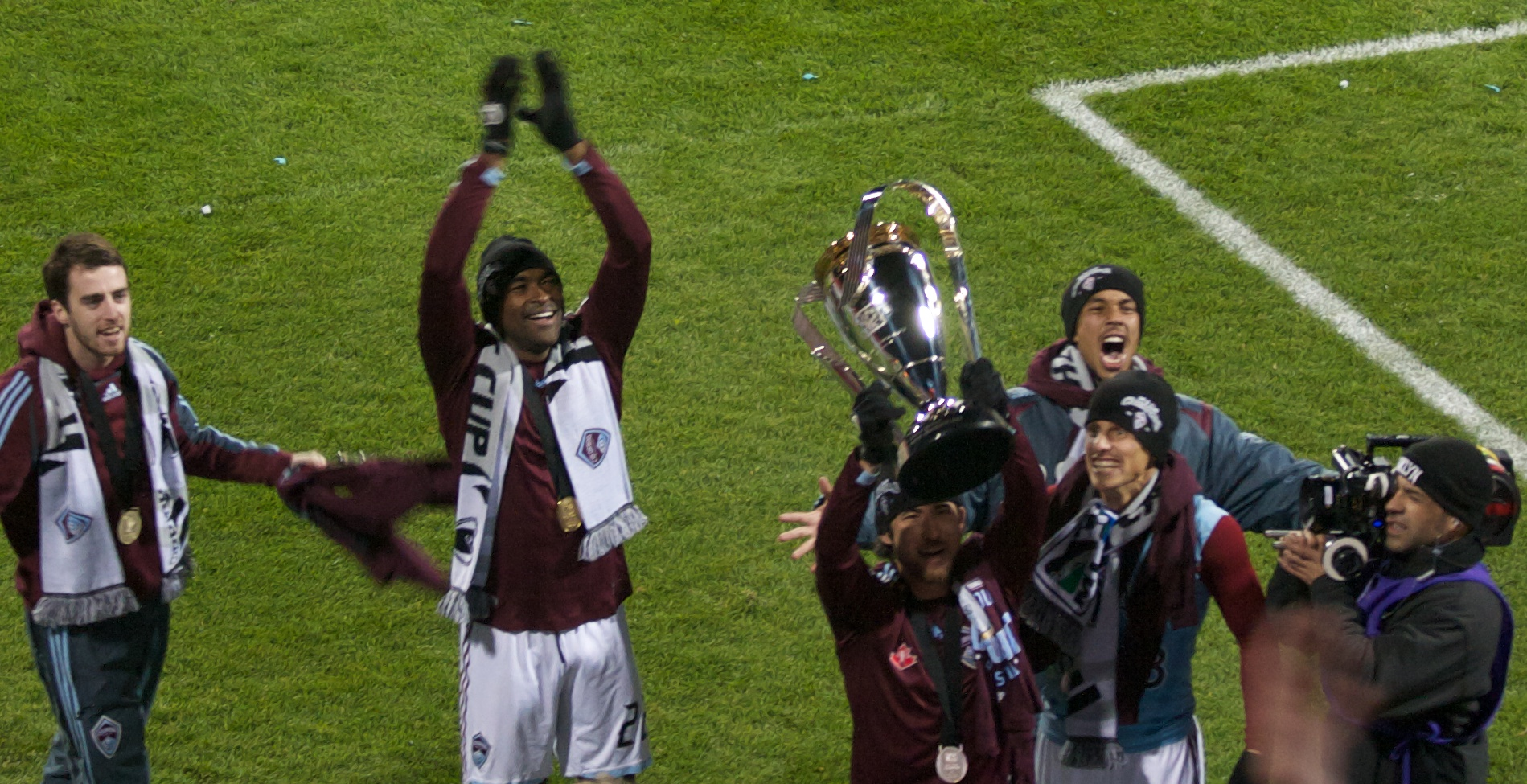
Jugadores del Colorado Rapids celebrando el título obtenido.

La MLS Cup 2010 fue la decimoquinta final de la MLS Cup de la Major League Soccer de los Estados Unidos. Se jugó el 21 de noviembre de 2010 en el BMO Field en Toronto, Ontario en Canadá. Colorado Rapids derrotó al FC Dallas por 2-1 y obteniendo su primera MLS Cup en la historia.
Tras el resultado del partido, Colorado Rapids clasificó directamente en la fase de grupos de la Concacaf Liga Campeones 2011-12. FC Dallas clasificó a la primera fase de eliminación directa de la Concacaf Liga Campeones 2011-2012.

## Llave
| Colorado Rapids 2 | FC Dallas 1 |

## El Partido
| 18 | POR | Matt Pickens     |     |
| 3  | DEF | Drew Moor        |     |
| 22 | DEF | Marvell Wynne    |     |
| 27 | DEF | Kosuke Kimura    |     |
| 6  | DEF | Anthony Wallace  | 90' |
| 20 | MED | Jamie Smith      | 90' |
| 11 | MED | Brian Mullan     |     |
| 25 | MED | Pablo Mastroeni  |     |
| 4  | MED | Jeff Larentowicz |     |
| 14 | DEL | Omar Cummings    | 98' |
| 9  | DEL | Conor Casey      |     |
| DT | DT  | Schellas Hyndman |     |

| 1  | POR | Kevin Hartman     |      |
| 6  | DEF | Jackson Gonçalves |      |
| 14 | DEF | George John       | 34'  |
| 3  | DEF | Ugo Ihemelu       |      |
| 5  | DEF | Jair Benítez      |      |
| 18 | MED | Marvin Chávez     | 105' |
| 13 | MED | Dax McCarty       |      |
| 2  | MED | Daniel Hernández  |      |
| 20 | MED | Brek Shea         | 64'  |
| 10 | DEL | David Ferreira    |      |
| 16 | DEL | Atiba Harris      |      |
| DT | DT  | Gary Smith        |      |

| 15 | MED | Wells Thompson  | 90' |
| 21 | DEF | Julien Baudet   | 90' |
| 10 | DEL | Macoumba Kandji | 98' |

| 19 | DEF | Zach Lloyd      | 34'  |
| 9  | DEL | Jeff Cunningham | 64'  |
| 12 | MED | Eric Ávila      | 105' |

| Anotado | 57'  | Conor Casey |
| Anotado | 107' | George John |

| Anotado | 35' | David Ferreira |

| Amonestado | 41' | Anthony Wallace |
| Amonestado | 51' | Jamie Smith     |
| Amonestado | 84' | Conor Casey     |

| Amonestado | 84' | Jair Benítez |

| Árbitro             | Baldomero Toledo  |
| Árbitros asistentes | Marvin Torrentera |
| Árbitros asistentes | Héctor Delgadillo |
| Cuarto árbitro      | Mauricio Morales  |

| 18 | POR | Matt Pickens     |     |
| 3  | DEF | Drew Moor        |     |
| 22 | DEF | Marvell Wynne    |     |
| 27 | DEF | Kosuke Kimura    |     |
| 6  | DEF | Anthony Wallace  | 90' |
| 20 | MED | Jamie Smith      | 90' |
| 11 | MED | Brian Mullan     |     |
| 25 | MED | Pablo Mastroeni  |     |
| 4  | MED | Jeff Larentowicz |     |
| 14 | DEL | Omar Cummings    | 98' |
| 9  | DEL | Conor Casey      |     |
| DT | DT  | Schellas Hyndman |     |

| 1  | POR | Kevin Hartman     |      |
| 6  | DEF | Jackson Gonçalves |      |
| 14 | DEF | George John       | 34'  |
| 3  | DEF | Ugo Ihemelu       |      |
| 5  | DEF | Jair Benítez      |      |
| 18 | MED | Marvin Chávez     | 105' |
| 13 | MED | Dax McCarty       |      |
| 2  | MED | Daniel Hernández  |      |
| 20 | MED | Brek Shea         | 64'  |
| 10 | DEL | David Ferreira    |      |
| 16 | DEL | Atiba Harris      |      |
| DT | DT  | Gary Smith        |      |

| 15 | MED | Wells Thompson  | 90' |
| 21 | DEF | Julien Baudet   | 90' |
| 10 | DEL | Macoumba Kandji | 98' |

| 19 | DEF | Zach Lloyd      | 34'  |
| 9  | DEL | Jeff Cunningham | 64'  |
| 12 | MED | Eric Ávila      | 105' |

| Anotado | 57'  | Conor Casey |
| Anotado | 107' | George John |

| Anotado | 35' | David Ferreira |

| Amonestado | 41' | Anthony Wallace |
| Amonestado | 51' | Jamie Smith     |
| Amonestado | 84' | Conor Casey     |

| Amonestado | 84' | Jair Benítez |

| Árbitro             | Baldomero Toledo  |
| Árbitros asistentes | Marvin Torrentera |
| Árbitros asistentes | Héctor Delgadillo |
| Cuarto árbitro      | Mauricio Morales  |

| \| Estadísticas \| Colorado \| Dallas \| \| Goles \| 2 \| 1 \| \| Tiros \| 7 \| 17 \| \| Tiros a puerta \| 3 \| 6 \| \| Faltas \| 16 \| 11 \| \| Saques de esquina \| 1 \| 5 \| \| Fueras de juego \| 0 \| 4 \| | Alineación inicial |        |
| Estadísticas | Colorado           | Dallas |
| Goles | 2                  | 1      |
| Tiros | 7                  | 17     |
| Tiros a puerta | 3                  | 6      |
| Faltas | 16                 | 11     |
| Saques de esquina | 1                  | 5      |
| Fueras de juego | 0                  | 4      |

|                                    |
| Bandera de Colorado                |
| Campeón Colorado Rapids 1.° título |